# Modest Sosenko
Modest Danylovych Sosenko (en ukrainien Модест Данилович Сосенко), né le 28 avril 1875 à Porohy en Galicie, alors en Autriche-Hongrie, mort le 4 février 1920 à Lviv en Pologne, est un peintre et artiste monumental ukrainien.

## Biographie
Modest Sosenko naît le 28 avril 1875 dans le village de Porohy du royaume autrichien des terres de la Couronne de Galice et de Lodomeria, dans l'actuel Bohorodchany Raion de l'oblast ukrainien d'Ivano-Frankivsk, dans la famille d'un prêtre,.

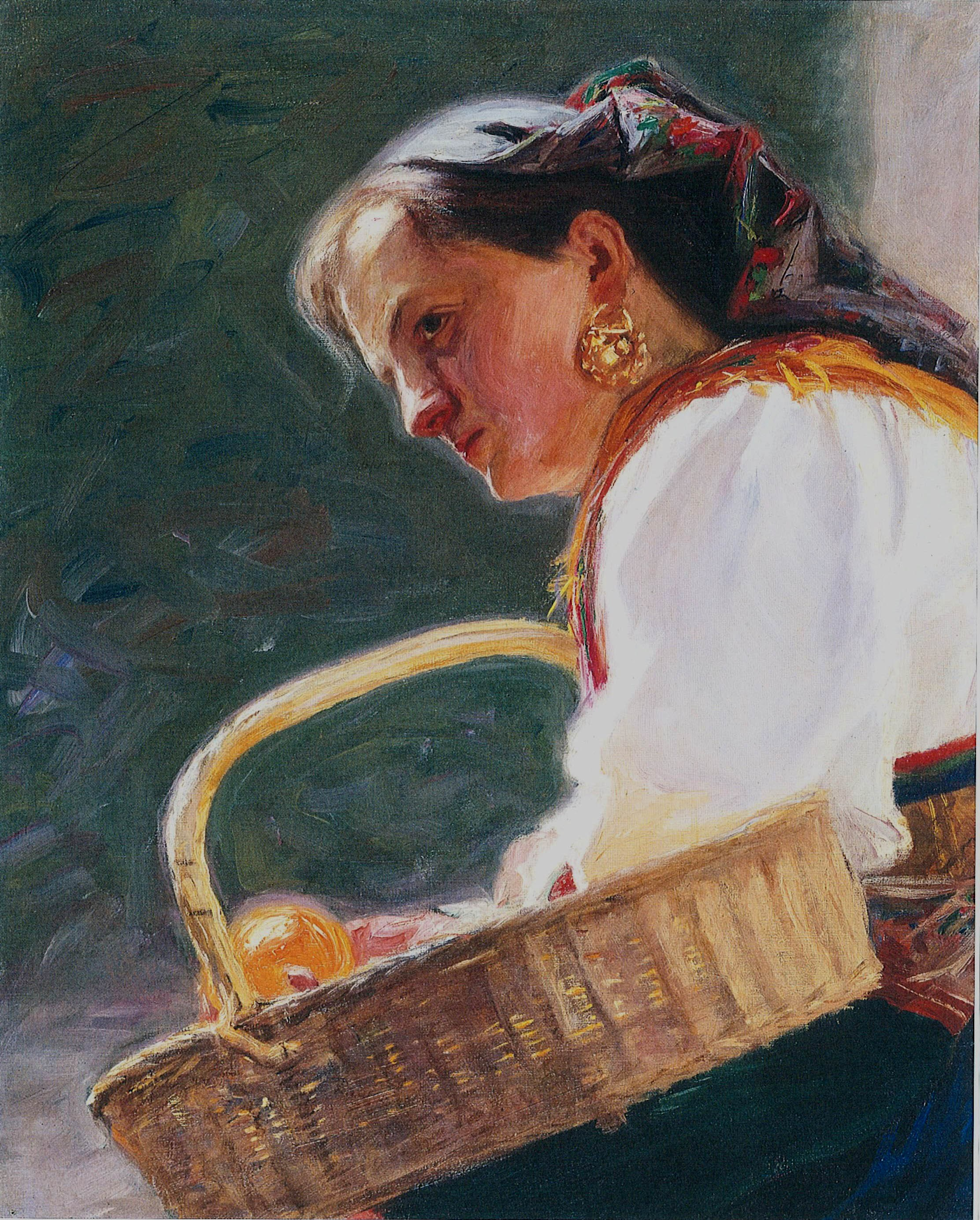
La Vendeuse d'oranges, 1912.

Grâce au soutien financier du métropolite Andrey Sheptytsky, il entreprend des études artistiques et étudie à l'Académie Jan Matejko des Beaux-Arts de Cracovie de 1896 à 1900, puis à l'Académie des beaux-arts de Munich de 1901 et 1902, enfin à l'École nationale supérieure des arts décoratifs à Paris de 1902 à 1905. Il s'installe à Lviv à partir de 1906, mais il voyage souvent en Italie de 1908 à 1913, visite également l'Ukraine russe en 1913, l'Égypte et la Palestine en 1914. Entre 1916 et 1918, pendant la Première Guerre mondiale, il sert au front comme soldat dans l'armée autrichienne.
Modest Sosenko peint des portraits, des scènes de genre, des peintures murales, des iconostases et d'autres peintures d'églises. Dans ce domaine de l'art chrétien, il combine l'art byzantin traditionnel avec des approches artistiques plus modernes, faisant de lui un membre de l'avant-garde ukrainienne et pionnier du boïtchoukisme. 
Il meurt à Lviv le 4 février 1920 à l'âge de 44 ans et est enterré au cimetière Janiwskyj.

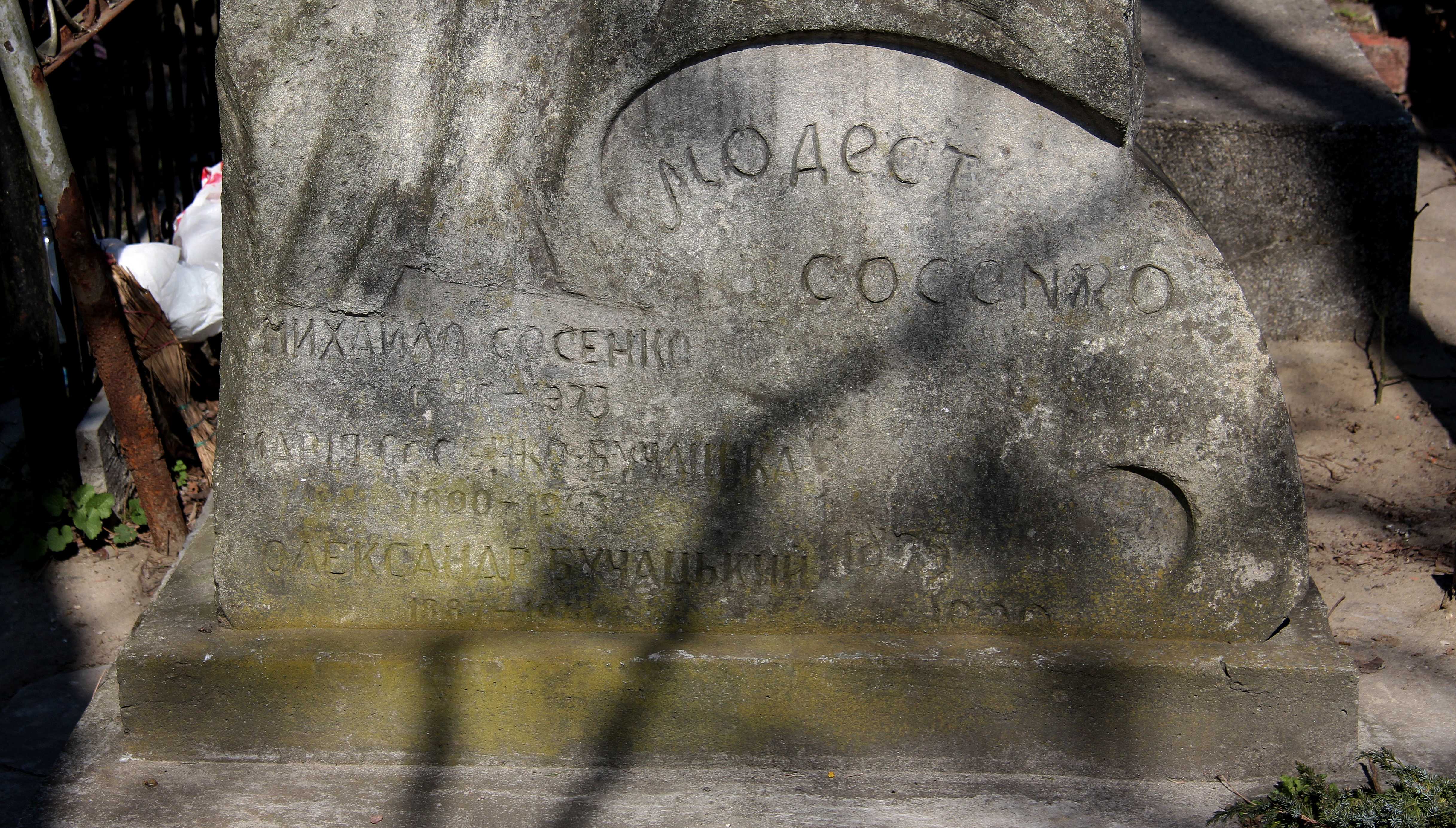
Sépulture de Modest Sosenko avec son nom en caractères cyrilliques.
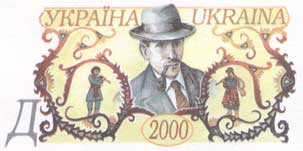
Timbre d'Ukraine le représentant, 2000.